# Belga da tiro
Il Belga da tiro è una razza di cavallo originaria del Belgio: è un cavallo massiccio, uno dei più grandi, usato per il traino di oggetti sin dall'antichità.

## Origini
Le prime apparizioni del Belga da tiro (detto anche Bramantino) risalgono al medioevo, periodo in cui era conosciuto come cavallo delle Fiandre.
è diventato poi ben più noto al tempo degli antichi romani (XVII secolo) e successivamente ha avuto un ruolo fondamentale per lo sviluppo di altre razze.
Nel corso degli anni sono stati distinti ben 3 tipi differenti di questa razza, quali: 
il "piccolo" nel Belgio nord-occidentale (altipiani Ardennesi) 
il "medio" non molto rilevante a Condroz
il "grande Belga" nel Brabante.
La registrazione ufficiale, però, si è verificata soltanto nel 1886, anno che ha segnato l'inizio di un lungo e accurato processo di miglioramento che ha visto l'animale in questione perfezionarsi a tal punto da poter essere diffuso in tutto il mondo.

### Incrocio
La sua origine è data dall'incrocio dello Shire inglese (conosciuto come "cavallo da guerra") con l'Ardennese, ovvero un cavallo da tiro dal quale ha assunto la somiglianza.
Il risultato dell'accostamento di questi due ceppi è un esemplare molto resistente, capace di lavorare con costanza ma anche impiegato nella riproduzione di altre razze, con lo scopo di migliorarne la qualità finale.

## Caratteristiche morfologiche

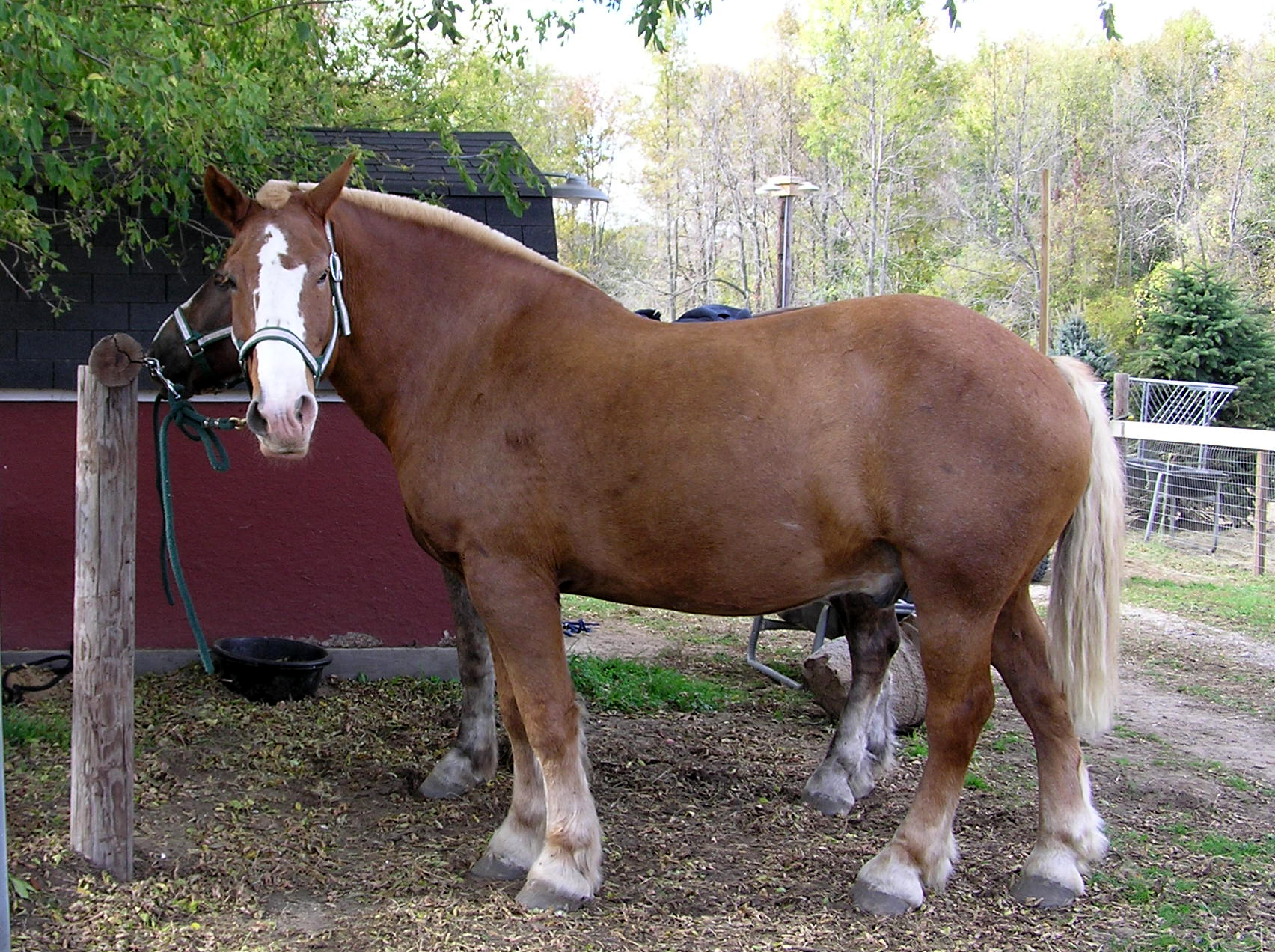
Cavallo Belga dal mantello sauro

il Belga da tiro presenta un garrese la cui altezza varia dai 150 ai 170 cm.
La mascella è larga e quadrata, la testa è piccola, il profilo è dritto e il collo è corto e leggermente arcuato. Poco pronunciati sono gli occhi e le orecchie, a volte talmente poco da dare l'impressione di essere sproporzionati rispetto al corpo nella sua totalità.
È un animale generalmente muscoloso, caratteristica che si può notare soprattutto dalle possenti gambe e dal collo che risulta molto ampio.
Il dorso è piuttosto breve ma allargato, le spalle sono lievemente inclinate orizzontalmente di circa 45 gradi. 
I glutei possono essere definiti "potenti", ha un passo fermo, regolare ed energico che conferisce un'aria fiera ed imponente.
Gli stinchi, ossia l'area compresa tra ginocchio e nodello, sono più corti rispetto a quelli degli altri cavalli, ma decisamente più resistenti.

### Mantello
Il mantello dei cavalli di razza Belga è solitamente di colore castano. Il più comune è il mantello roano, seguito dal baio e dal sauro. 
I cavalli di questa razza sono abituati al clima freddo e umido, infatti sono caratterizzati da un mantello folto e lungo.
Questa condizione consente loro di essere sempre asciutti poiché solo lo strato più in superficie si bagna mentre quello interno rimane secco.
C'è da dire, infine, che durante il periodo invernale il mantello diventa ancora più "denso", permettendo di sopportare con facilità temperature che scendono di molto sotto lo 0.

## Utilizzi

### Antichità
I cavalli di questa linea sono conosciuti per l'elevata robustezza e la durezza delle loro zampe.
Nel passato sono stati esportati in varie parti d'Europa assumendo un ruolo molto importante per dare origine ad animali di taglia grande, come ad esempio il cavallo agricolo italiano da tiro pesante rapido.

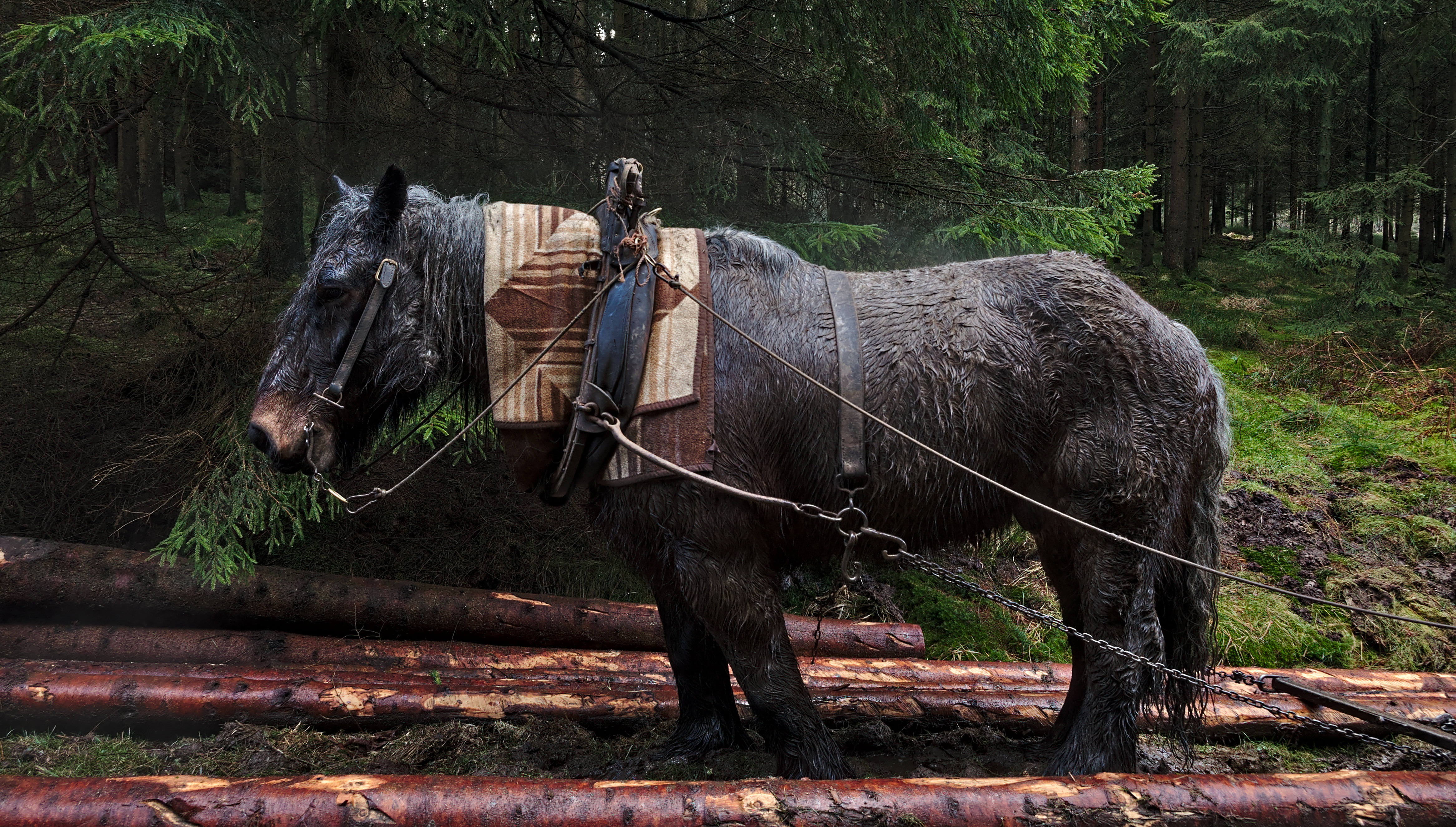
Cavallo da tiro Belga durante il trasporto dei tronchi

Nel medioevo era solitamente utilizzato per svolgere lavori agricoli, ai quali si prestava molto bene grazie alla sua costituzione fisica, caratteristica che gli ha permesso un largo impiego in battaglia, soprattutto a scopi bellici.

### Età moderna
Al giorno d'oggi, con l'avvento dell'innovazione, non viene più utilizzato per lavori di fatica bensì per esposizione a fiere ed eventi. 
Uno dei pochi impieghi agricoli ancora in voga per il cavallo da tiro Belga è nell'ambito forestale, dove lo si trova affiancare l'uomo e rispondere ai comandi impartiti a voce con calma, disponibilità ed estrema attenzione.
I cavalli sono privi di redini e dotati esclusivamente di collare per spostare i tronchi. Essi vengono chiamati "gamin" (gamine se femmine), nomignolo che è stato attribuito loro dai debardeur, ovvero i disboscatori. L'addestramento per questa attività dura diversi anni, in quanto non è facile abituare l'animale al trasporto dei tronchi.
L'attività dell'esbosco viene praticata tuttora nelle foreste di Belgio, Francia, Paesi Bassi e Germania settentrionale, che portano avanti con orgoglio questa antica tradizione.

## Temperamento
Le caratteristiche principali di questa razza equina sono forza e resistenza, proprio per questo è impiegato in diverse situazioni ed ambiti come cavallo da tiro.
Nonostante la sua conformazione massiccia, possiede un temperamento gentile, infatti i cavalli di questa razza sono amabili e sensibili.
Tra le altre qualità si parla di un cavallo sempre vigile, attivo, intelligente e coraggioso, ma che richiede molta attenzione e smisurata dedizione, infatti, se viene dimostrato loro amore, in cambio regalano fiducia. 
In sintesi è un cavallo efficiente ed affascinante.

## Dieta e cura
È necessario prestare una cura particolare per quanto riguarda la sua alimentazione, in quanto è un aspetto importantissimo.
È un cavallo che presenta un notevole appetito. Se non viene utilizzato per il lavoro è sufficiente una dieta a base di fieno, al contrario, se sfruttata la sua potenza per i lavori di campagna è indispensabile una dieta aggiuntiva di almeno 2 kg al giorno. 
In entrambi i casi, è opportuno arricchire la dieta con vitamine e sali minerali.
Essendo nella maggior parte dei casi sottoposto ad un duro lavoro, molto comuni sono le ferite superficiali, sulle quali è necessario agire in maniera tempestiva per evitare di aggravare la situazione.